# بابلو فيرغسون
بابلو فيرغسون (5 سبتمبر 1981 في الأرجنتين - ) (بالإسبانية: Pablo Ferguson)‏ هو لاعب كريكت أرجنتيني. شارك مع منتخب الأرجنتين الوطني للكريكت.

## وصلات خارجية
- بابلو فيرغسون على موقع إي آس بي آن كريك إنفو (الإنجليزية)